# Aphanipathes sarothamnoides
Aphanipathes sarothamnoides is een Antipathariasoort uit de familie van de Aphanipathidae. De wetenschappelijke naam van de soort is voor het eerst geldig gepubliceerd in 1889 door Brook.